# Lionel Conacher
Lionel Joseph Pretoria „The Big Train“ Conacher (* 24. Mai 1902 in Toronto, Ontario; † 26. Mai 1954 in Ottawa, Ontario) war ein kanadischer Eishockeyspieler und -trainer, der von 1923 bis 1937 für die Pittsburgh Pirates, New York Americans, Montreal Maroons und Chicago Black Hawks in der National Hockey League auf der Position des Verteidigers spielte. Er spielte ebenso Baseball, Lacrosse und Canadian Football. 1950 wurde er zu Kanadas Sportler der ersten Hälfte des 20. Jahrhunderts gewählt.
Die kanadische Regierung, vertreten durch den für das Historic Sites and Monuments Board of Canada zuständigen Minister, ehrte am 15. Juni 1976 Lionel Conacher und erklärte ihn zu einer „Person von nationaler historischer Bedeutung“.

## Karriere
Anfang des 20. Jahrhunderts war es nichts außergewöhnliches, wenn Sportler in unterschiedlichen Sportarten aktiv und auch erfolgreich waren. Kaum ein anderer kann sich jedoch in seiner Vielseitigkeit und der Vielfalt an Erfolgen mit Lionel Conacher, der oft als der „Big Train“ bezeichnet wurde, messen.
Erst mit 16 Jahren erlernte Conacher das Schlittschuhlaufen, doch er holte das verpasste schnell auf. Er spielte für die Toronto Century Rovers und den Aura Lee Athletic Club, bevor er zum Toronto Canoe Club wechselte. Mit diesem Team, in dem auch Billy Burch und Roy Worters standen, wurde er erst Meister der Ontario Hockey Association und gewann mit seinem Team den Memorial Cup 1920. Im selben Jahr schlug er den entscheidenden Home Run mit dem sein Team die Baseballmeisterschaft erlangte. Nach dem Spiel setzte er sich in ein Taxi um sein Lacrosse-Team zu unterstützen. Das Team lag bei seiner Ankunft mit 3:0 zurück und Conacher drehte das Spiel mit vier Treffern. 1921 half der den Toronto Argonauts mit zwei Touchdowns den Grey Cup zu gewinnen. Darüber hinaus war er kanadischer Meister im Boxen.
In der Folge lagen ihm Angebote der Toronto St. Patricks und der Montréal Canadiens aus der National Hockey League vor, doch er versuchte so lange wie möglich seinen Amateurstatus zu bewahren. So erhielt er 1924 ein Stipendium in Pittsburgh. Er spielte für die Pittsburgh Yellow Jackets, mit denen er zweimal den Titel in der United States Amateur Hockey Association gewinnen konnte. Als zur Saison 1925/26 die Pittsburgh Pirates als NHL-Team in die Stadt zogen, versuchte man als Basis auf Spieler der Yellow Jackets zurückzugreifen. So gab Conacher als Mannschaftskapitän sein NHL-Debüt. Ihm war es am 26. November 1926 auch vorbehalten das erste Tor für das neue Team zu erzielen. Meist spielte er linker Verteidiger und war dafür bekannt, sich mit seiner körperlichen Stärke bei seinen Gegenspielern Respekt zu verschaffen. Nach neun Spielen in seiner zweiten NHL-Saison wurde er für einen Spieler und 2000 Dollar an die New York Americans verkauft. Hier war er in der letzten seiner vier Spielzeiten als Spielertrainer tätig. Ab der Saison 1930/31 spielte er für die Montreal Maroons. 

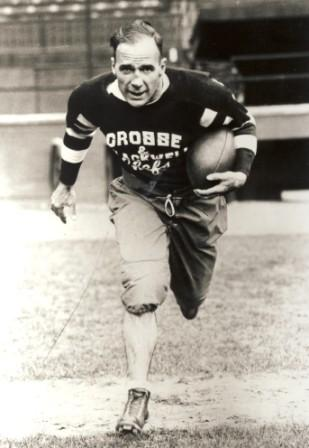
Lionel Conacher (1933)

Nach drei Jahren in Montreal wechselte er für eine Spielzeit zu den Chicago Black Hawks. Er half mit den Stanley Cup erstmals nach Chicago zu holen. Nach diesem Jahr verpflichteten ihn die Montréal Canadiens. Unter den Spielern, die im Gegenzug nach Chicago geschickt wurden, waren Lorne Chabot und Howie Morenz. Conacher wurde jedoch noch am selben Tag für Herb Cain an die Maroons weitergegeben. Drei weitere Spielzeiten blieb er bei den Maroons und konnte dort seinen zweiten Stanley Cup gewinnen. Nach der Saison 1936/37 beendete er seine Karriere. In seiner letzten Saison führte er den ersten Penaltyschuss aus, der in der Geschichte der NHL in einem Play-off-Spiel verhängt wurde.
Sein 1941 geborener Sohn Brian Conacher kam in den 1960er Jahren zu über 150 Einsätzen in der NHL.
Lionel Conacher engagierte sich politisch und wurde 1949 für die Liberale Partei Kanadas in das kanadische Unterhaus gewählt. 1950 wählte man ihn zum kanadischen Sportler der ersten Hälfte des 20. Jahrhunderts. Bei einem Softball-Spiel für einen guten Zweck am 26. Mai 1954 brach er zusammen und verstarb.
Er wurde 1955 in die Hall of Fame des kanadischen Sports aufgenommen. Die Canadian Football Hall of Fame folgte 1963 und die Canadian Lacrosse Hall of Fame 1966. Im Jahr 1994 wurde er dann auch zum Mitglied der Hockey Hall of Fame. Schon viele Jahre vor ihm war dort sein Bruder Charlie Conacher aufgenommen worden. Als 1998 auch noch der dritte Bruder Roy hinzukam, stellten sie das bislang einzige Brüder-Trio in der Hall of Fame.

## Sportliche Erfolge
- Memorial Cup: 1920
- Stanley Cup: 1934 und 1935

### Persönliche Auszeichnungen
- USAHA First All-Star Team: 1924
- NHL First All-Star Team: 1934
- NHL Second All-Star Team: 1933 und 1937
- Teilnahme am Ace Bailey Benefit Game: 1934